# Niederkassel
Niederkassel (do 14 sierpnia 1936 Niedercassel) − miasto w Niemczech, w kraju związkowym Nadrenia Północna-Westfalia, w rejencji Kolonia, w powiecie Rhein-Sieg. W 2010 liczyło 37 552 mieszkańców.

## Współpraca
Miejscowości partnerskie:
- Limassol, Cypr
- Premnitz, Brandenburgia